# Klaus Dreher
Klaus Rudolf Dreher (* 2. Mai 1929; † 11. Juli 2016) war ein deutscher Journalist und Publizist.

## Leben und Wirken
Der 1929 geborene Klaus Dreher arbeitete zuerst auf dem Bau und war dann als Technischer Zeichner bei einem Architekten angestellt. Im Anschluss war er in Bayern Hauslehrer, Hausbursche und Holzfäller. In der Funktion eines Regieassistenten kam er in Deutschland herum und wurde in Hamburg ansässig. Hier wurde er 1952 vom Nordwestdeutschen Rundfunk (NWDR) angenommen, da der Sender Bedarf an Leuten hatte, die eine Begabung für das Schreiben nachweisen konnten. Dreher begann beim Jugendfunk und wuchs in dieses Metier hinein. Bald empfahl er sich für das Nachtprogramm und wurde in der Hörspielabteilung eingesetzt. Dabei fand er immer mehr Gefallen am Schreiben von Sendetexten und Reportagen.
1956 ging Dreher in der Absicht, sich zum Journalisten ausbilden zu lassen, als Volontär zur Nachrichtenagentur Associated Press (AP). Er setzte sein Volontariat dann bei United Press International (UPI) fort. 1961 bewarb er sich bei der Frankfurter Allgemeinen Zeitung (FAZ), weil er zu dem Zeitpunkt in Frankfurt am Main gelebt hatte. Er überzeugte alle sechs Herausgeber und wurde angestellt. 1965 wollte er aufgrund vorheriger gelegentlicher Einsätze in der Bundeshauptstadt und daraus resultierendem Interesse an der Innenpolitik für die FAZ ganz nach Bonn gehen. Da sich dies trotz prinzipieller Zusage der FAZ nicht sofort realisieren ließ, nahm er 1966 das Angebot der Süddeutschen Zeitung (SZ) an, für sie aus Bonn zu berichten. Er ließ sich in Bonn-Bad Godesberg nieder und gründete dort eine Familie (die Tochter wurde 1969, der Sohn 1971 geboren; er hatte außerdem einen 1961 geborenen Sohn aus erster Ehe).
Dreher war zum ersten Mal im Auftrag der FAZ 1963 in Bonn gewesen und hatte den Wirbel um Adenauers Ablösung als Bundeskanzler hautnah miterlebt. Nachdem Adenauer nicht mehr Regierungschef war, konnte Dreher oft mit ihm Gespräche führen, was 1972 seiner Biografie Der Weg zum Kanzler zustatten kam. Den scherzhaft als „Adenauers Enkel“ bezeichneten Helmut Kohl lernte Dreher ebenfalls früh, 1964, kennen. Da die politische Karriere Kohls und die journalistische Drehers parallel begannen und verliefen und beide oft aufeinander trafen, war es für Dreher ein Leichtes, später auch über Kohl ein Buch zu schreiben: Helmut Kohl. Leben mit Macht.
1973 stieg Dreher zum Leiter des Bonner Redaktionsbüros der SZ auf. Er blieb dies bis 1992. Von 1977 bis 1982 war er Vorsitzender des Deutschen Presseclubs. 1995 nahm er einen Lehrauftrag an der Westfälischen Wilhelms-Universität Münster an. Im Jahr 2000 gab er an, lediglich „halb im Ruhestand“ zu sein, denn er arbeite immer noch journalistisch, nun für die Badische Zeitung.
Klaus Dreher starb am 11. Juli 2016.

## Schriften
- Der Weg zum Kanzler. Adenauers Griff nach der Macht. Econ-Verlag, Düsseldorf/Wien 1972, ISBN 3-430-12180-9.
- Rainer Barzel. Zur Opposition verdammt. List, München 1973, ISBN 3-471-77314-2.
- Ein Kampf um Bonn. List, München 1979, ISBN 3-471-77321-5.
- Helmut Kohl. Leben mit Macht. Deutsche Verlags-Anstalt, Stuttgart 1998, ISBN 3-421-05122-4.
- Treibhaus Bonn – Schaubühne Berlin. Deutsche Befindlichkeiten. Deutsche Verlags-Anstalt, Stuttgart 1999, ISBN 3-421-05192-5.
- Kohl und die Konten. Eine schwarze Finanzgeschichte. Deutsche Verlags-Anstalt, Stuttgart 2002, ISBN 3-421-95441-X.